# Labette County
Labette County is een county in de Amerikaanse staat Kansas.
De county heeft een landoppervlakte van 1.680 km² en telt 22.835 inwoners (volkstelling 2000). De hoofdplaats is Oswego.